# تنميط أيضي
يعتقد مقترحو التنميط الأيضي أن لكل شخص أيض خاص به، وأن نسبة الجزيئات الضخمة (البروتينات، السكريات والدهون) التي قد تكون الأمثل لشخص ما قد لا تكون كذلك لشخص اخر، بل وقد تكون أيضا ضارة لهم.
يستعمل التنميط الأيضي أعراض مرئية عادية متعلقة بالجلد والعينين واجزاء أخرى من الجسم لتقييم جوانب مختلفة من أيض الشخص وتصنيفهم لأنماط أيضية واسعة. بالإضافة إلى ذلك، يستعمل بعض مقترحو التنميط الأيضي اختبارات مثل تحليل الشعرلتحديد التنميط الأيضي لشخص.
يتم الآن التسويق لعدد من انظمة تنميط أيضي غذائية مختلفة إلى حد ما، بالرغم من ان صلاحية وفعالية التنميط الأيضي مازالا من المزمع اثباتهما.

## علاجات أيضية
«العلاج الأيضي»، متضمناً إدارة الأميغدالين، تم دعمه لمرضى السرطان من قِبل جون ريتشاردسون في منطقة خليج سان فرانسيسكو في سبيعينيات القرن العشرين، كان ذلك حتى اعتقاله بسبب مخالفة قانون كاليفورنيا للسرطان، وابطال رخصته من قِبل مجلس كاليفورنيا لضمان الجودة الطبية.
يصف الموقع الإلكتروني الخاص بمركز سلون كيترينج التذكاري للسرطان (MSKCC) العلاجات الأيضية انها «أنظمة غذاء وازالة سموم قاسية يتم تقريرها لمنع وعلاج السرطان والأمراض المنكسة»، هذان المصطلح والتعريف مختلفان عن ما استخدم للتنميط الأيضي في هذه المقالة الويكيبيديا. يصرح الموقع الإلكتروني ل (MSKCC)، بشأن تلك العلاجات المضادة للسرطان الثلاثة، أن «التقييمات الاستعادية للعلاجات الأيضية الخاصة بجيرسون وكيلي وكونتريراس لا تظهر أي دليل على الفعالية.»